# 43 Cassiopeiae
43 Cassiopeiae (43 Cas) es una estrella en la constelación de Casiopea de magnitud aparente +5,56.
Se encuentra aproximadamente a 387 años luz de distancia del sistema solar.

## Características
43 Cassiopeiae es una estrella blanca de la secuencia principal de tipo espectral A0sp, catalogada más específicamente como A0VpSiSrEuHgMn.
Tiene una temperatura efectiva de 11.900 K —demasiado alta para su clase, más apropiada para una estrella B8— y una luminosidad 120 veces mayor que la luminosidad del Sol.
Con un radio 2,6 veces más grande que el radio solar, gira sobre sí misma con una velocidad de rotación proyectada de 25 km/s. La inclinación de su eje de rotación respecto a la línea de visión —37°— da como resultado una velocidad de rotación real de 42 km/s, por lo que completa una vuelta sobre sí misma cada 3,16 días.
Su masa, calculada a partir de la teoría de estructura y evolución estelar, es tres veces mayor que la masa solar. Tiene una edad aproximada de 400 millones de años.

## Variabilidad
43 Casssiopeiae es una variable Alfa2 Canum Venaticorum cuyo brillo fluctúa 0,09 magnitudes.
Posee un campo magnético que es varios cientos de veces más fuerte que el campo magnético terrestre.
Su campo magnético da lugar a manchas estelares de composición peculiar, alineadas conforme a dicho campo pero inclinadas respecto al eje de rotación estelar.
Las variaciones son provocadas por la entrada y salida de las manchas del campo de visión, siendo el período de variación igual al período de rotación.